# قلعه فوکوئوکا

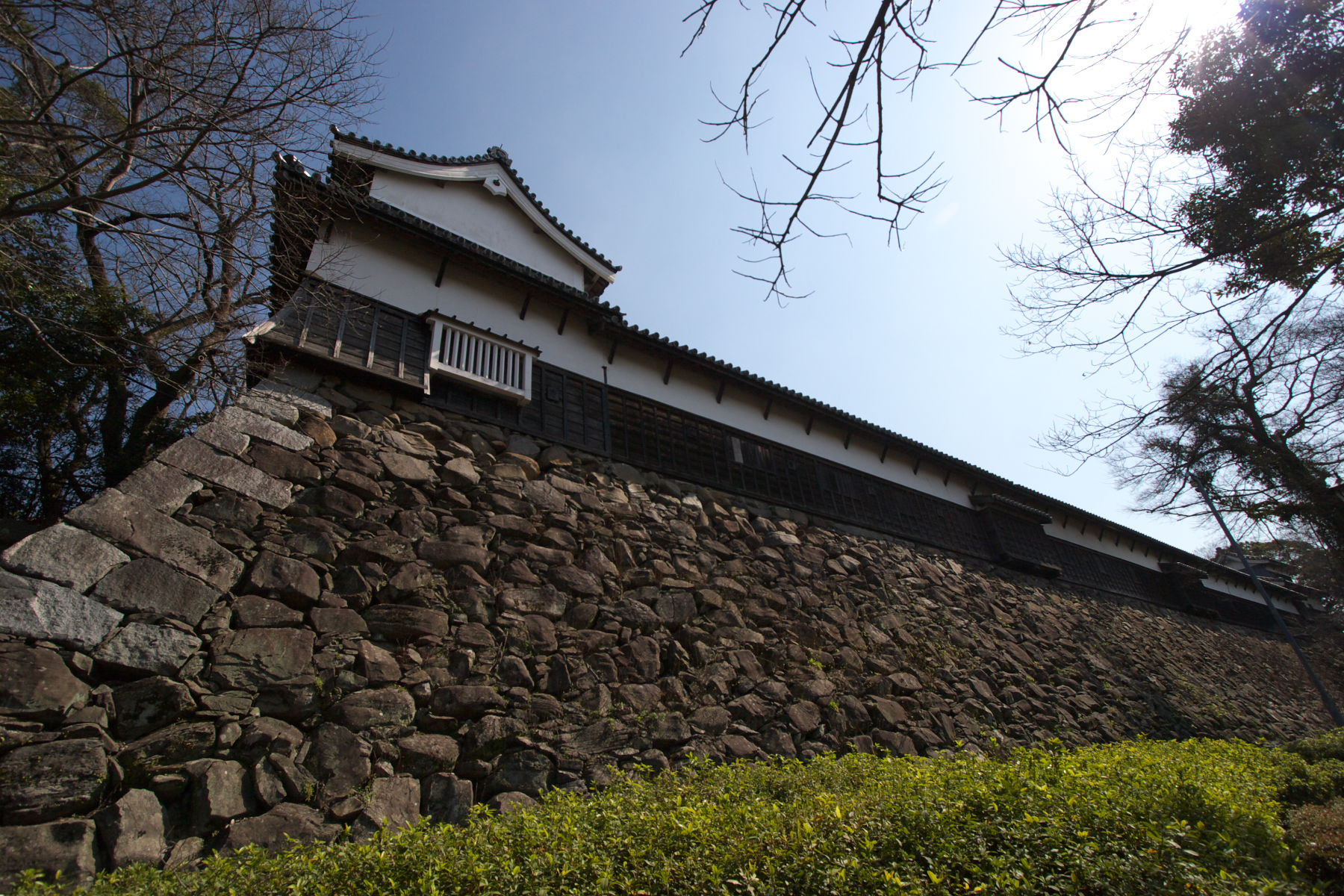
قلعه فوکوئوکا

قلعه فوکوئوکا (به ژاپنی: 福岡城, Fukuoka-jō)، یک قلعه ژاپنی است که در چوئو-کو، فوکوئوکا واقع شده است. این مکان که در اوایل دوره ادو توسط کورودا ناگاماسا تکمیل شد، توسط دولت ژاپن به عنوان یک بنای تاریخی تعیین شده است.